# Micropristis
Micropristis es un género extinto de peces guitarra o peces ángel (Rhinobatidae) que vivieron durante la época del Cretácico, lo que se conoce como Líbano. Muchos de estos especímenes se han encontrado en todo el Oriente Medio.
Los dientes de estos peces se asemejan en gran manera a los de la especie Ptychotrygon; además, presentan espinas en sus rostros que los diferencian de otros peces.
Fue nombrado por el francés Henri Cappetta (1980), un intiólogo especializado en paleontología.